# Zeno Giacomuzzi
Zeno Giacomuzzi (* 20. April 1932 in Neumarkt; † 16. Mai 2023 in Abano Terme) war ein Südtiroler Politiker.

## Leben
Giacomuzzi zog 1939 nach dem Tod seines Vaters mit seiner Mutter und Geschwistern nach St. Andrä. Nach der Matura absolvierte er an der Universität Florenz ein Handels- und Wirtschaftsstudium. Von 1962 bis 1969 war er Präsident der Kurverwaltung von Brixen, von 1970 bis 1977 des Südtiroler Fremdenverkehrsamts. Ab 1980 wirkte er als Präsident des Verwaltungsrats der Volksbank Brixen, die 1992 in der Südtiroler Volksbank aufging, von 1987 an stand er dem Landesverband der Südtiroler Seilbahnunternehmer vor.
Politisch engagierte sich Giacomuzzi in der Südtiroler Volkspartei. Von 1969 bis 1988 amtierte er als Bürgermeister der Stadt Brixen. 1988 konnte er ein Mandat für den Südtiroler Landtag und damit gleichzeitig für den Regionalrat Trentino-Südtirol erringen, denen er bis 1993 angehörte. Von 1989 bis 1994 war er zudem Mitglied der Regionalregierung.
Für seine Verdienste wurde Giacomuzzi mit dem Ehrenzeichen des Landes Tirol und der Ehrenbürgerschaft der Stadt Brixen ausgezeichnet.